# Russ Castella
Russ Castella (15 de noviembre de 1983) es un productor musical estadounidense, que ha encontrado éxito en varios géneros musicales, especialmente en el dance, el pop y el rhythm and blues. En la actualidad, es dueño de su propio sello discográfico, Bliss Entertainment.
Dentro de sus principales trabajos, ha producido y ha creado remixes para una gran variedad de artistas, incluyendo a Lil Wayne, Ciara, Mariah Carey, The Dream, Britney Spears, Rihanna, Keri Hilson, los Black Eyed Peas y varios más. Además de ello, en el año 2006 fue acreditado en la banda sonora completa de la película Swamp Zombies, protagonizada por la estrella porno Jasmin St. Claire.
Por su parte, sus remixes pueden ser identificados por la intro donde pronuncia el nombre del artista y continúa con: «You know I had to do this, right? It's the Russ Castella remix». 